# Boronia falcifolia
Boronia falcifolia är en vinruteväxtart som beskrevs av Allan Cunningham. Boronia falcifolia ingår i släktet Boronia och familjen vinruteväxter. Inga underarter finns listade i Catalogue of Life.